# Simone Beissel

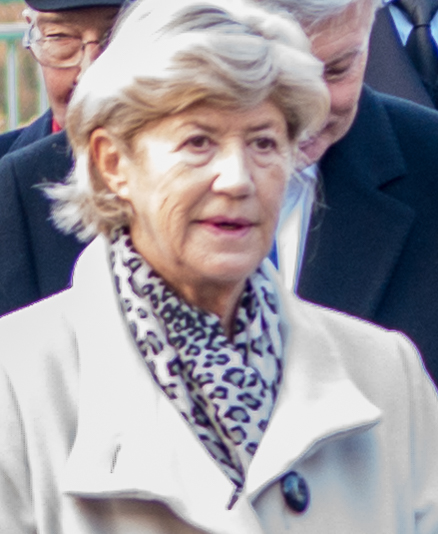
Simone Beissel

Simone Beissel (* 27. April 1953 in Limpertsberg) ist eine Juristin und luxemburgische Politikerin der Demokratesch Partei. Sie war von 1999 bis 2004 und ist seit 2013 erneut Abgeordnete in der Chambre des Députés. Ferner ist sie Vizepräsidentin der Organisation Fondation du Mérite Européen. Beissel ist verheiratet und hat zwei Kinder.

## Preise und Auszeichnungen (Auswahl)
- Offizier des Verdienstordens des Großherzogtums Luxemburg
- 2005: Komtur des Ordens für Verdienst